# Гідробак
Гідроба́к (гідравлі́чний бак) — це вид допоміжного гідроустаткування, котре призначене для зберігання робочої рідини та живлення нею гідроприводу.
Гідравлічні баки виконують такі функції:
- Зберігання робочої рідини. Гідросистема вимагає для своєї роботи деякий запас робочої рідини.
- Відстоювання робочої рідини. Оскільки системи об'ємного гідроприводу дуже чутливі до забруднення робочої рідини, то вкрай важливим є її очищення. Крім фільтрів, функцію очищення виконують і гідробаки, в яких рідина відстоюється і значна частина абразивних часток осідає на дно. У зв'язку з цим у конструкціях гідробаків часто передбачають спеціальні перетинки, якими всмоктувальна труба відділена від зливної і що запобігають перемішуванню рідини. Крім того, перегородки подовжують шлях циркуляції робочої рідини, завдяки чому поліпшуються умови для гасіння піни і осідання на дно гідробака домішок, що містяться в робочій рідині. Кращому виділенню повітря з робочої рідини сприяє дрібна сітка, розташована в гідробаку під кутом.
- Охолодження робочої рідини. Одним з недоліків гідроприводу є залежність його робочих параметрів від в'язкості робочої рідини, а значить, від її температури. У зв'язку з цим важливою є функція охолодження робочої рідини в гідробаку.

Для вирівнювання тиску над поверхнею рідини в баку з атмосферним тиском служить сапун. Можливі випадки, коли тиск в гідробаку відрізняється від атмосферного (надлишковий тиск або вакуум). Гідробаки з надлишковим тиском використовують у тих випадках, коли потрібно покращити умови засмоктування насоса і запобігти появі кавітації.
Загальні технічні вимоги до гідробаків ставляться за ГОСТ 16770—86; умовні графічні позначення гідробаків на принципових гідравлічних схемах регламентуються ГОСТ 2.780-96.

Умовне позначення гідробака з атмосферним тиском на принциповій гідравлічній схемі
Умовне графічне позначення гідробака зі зливом вище рівня масла
Умовне графічне позначення гідробака зі зливом нижче рівня масла
Умовне графічне позначення гідробака із надлишковим тиском і зливом вище рівня масла